# VarioLF2
VarioLF2 je česká částečně nízkopodlažní dvoučlánková tramvaj. Vyvinuta byla firmami Pragoimex, Krnovské opravny a strojírny a VKV Praha, které tvoří Alianci TW Team.
Protože VarioLF2 je již třetím zástupcem řady částečně nízkopodlažních vozů s otočnými podvozky (po standardním typu VarioLF a tříčlánkovém vozu VarioLF3), je, podobně jako předchozí typy, označován nadšenci zabývajícími se tramvajovou dopravou jako „dvojwana“ (dvoučlánková „wana“ – VarioLF).

## Konstrukce

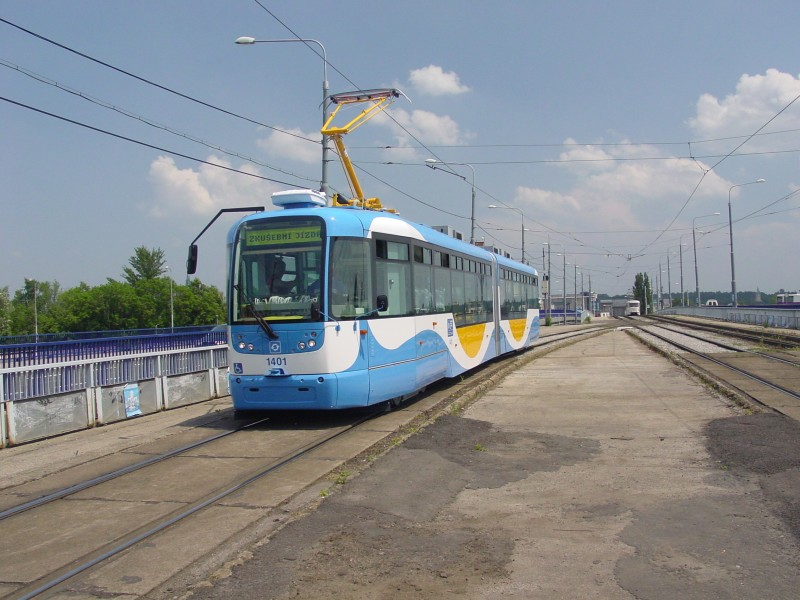
Tramvaj VarioLF2.E v Ostravě

Konstrukčně vychází LF2 z předchozích modelů LF a LF3. Jedná se o jednosměrný šestinápravový motorový tramvajový vůz, který kapacitně konkuruje vozům Škoda 03T a nahrazuje tak zastaralé tramvaje Tatra K2. VarioLF2 se skládá ze dvou částí, které jsou navzájem spojeny kloubem, který je kryt přechodovým měchem. V pravé bočnici se nachází čtvery dvoukřídlé výklopné dveře (Ostrava) nebo čtyřkřídlé skládací dveře (Brno) pro cestující. Krajní dveře vedou do vysokopodlažní části vozu. Nízkopodlažní část, o výšce 350 mm nad temenem kolejnice (TK), se nachází v prostoru za oběma středními dveřmi a tvoří tak 43 % celkové plochy tramvaje. V kloubu (nad středním podvozkem) je podlaha ve výši 860 mm nad TK, tedy stejně vysoko, jako v krajních částech vozu.
VarioLF2 je vybaveno asynchronní elektrickou výzbrojí TV Europulse (je umístěna na střeše) od firmy Cegelec nebo výzbrojí Škoda, odpruženými otočnými podvozky Komfort a polopantografem. Design vozu vytvořil architekt František Pelikán.
Tramvaje VarioLF2 jsou dodávány jako nové vozy (označení VarioLF2.E), či jako rekonstrukce starších vozů typu K2 s použitím nových vozových skříní (označení VarioLF2R.E, VarioLF2R.S). Pro Brno i Ostravu jsou vyráběny s obrácenou polaritou napájení ( - v troleji, + v kolejnicích). Polaritu lze otočit dle požadavků zákazníků.

## Dodávky tramvají
Tramvaje VarioLF2 jsou vyráběny od roku 2007.
| Současný stát | Město   | Článek | Typ         | Roky dodávek | Počet vozů | Evidenční čísla při dodání | Poznámky | Zdroj |
| ------------- | ------- | ------ | ----------- | ------------ | ---------- | -------------------------- | -------- | ----- |
| Česko         | Brno    | článek | VarioLF2R.E | 2008–2018    | 32         | viz přehled                |          | [ 1 ] |
| Česko         | Ostrava | článek | VarioLF2.E  | 2007         | 1          | 1401                       |          | [ 2 ] |
| Česko         | Ostrava | článek | VarioLF2R.S | 2013–2014    | 2          | 1402, 1403                 |          | [ 3 ] |

Čísla vozů
- Brno: 1069, 1072, 1078, 1082–1084, 1088, 1090, 1092–1094, 1096, 1098–1103, 1106, 1108–1110, 1112, 1114, 1117, 1120, 1126–1128, 1130–1132